# Síndrome de Peutz–Jeghers
A síndrome de Peutz-Jeghers' (SPJ), também denominada síndrome da polipose hereditária intestinal(SPHI) é uma doença genética caracterizada pelo desenvolvimento de pólipos hamartomosos no aparelho digestivo e manchas escuras nos lábios e na mucosa da boca.

## Causa
É uma doença genética rara, autossômica dominante, provavelmente por uma mutação do gene STK11 (LKB1) no Cromossoma 19 (humano), um gene que suprime o aparecimento de câncer. Por isso, o risco de desenvolver cânceres internos é muitas vezes maior nesses pacientes.

## Sinais e sintomas

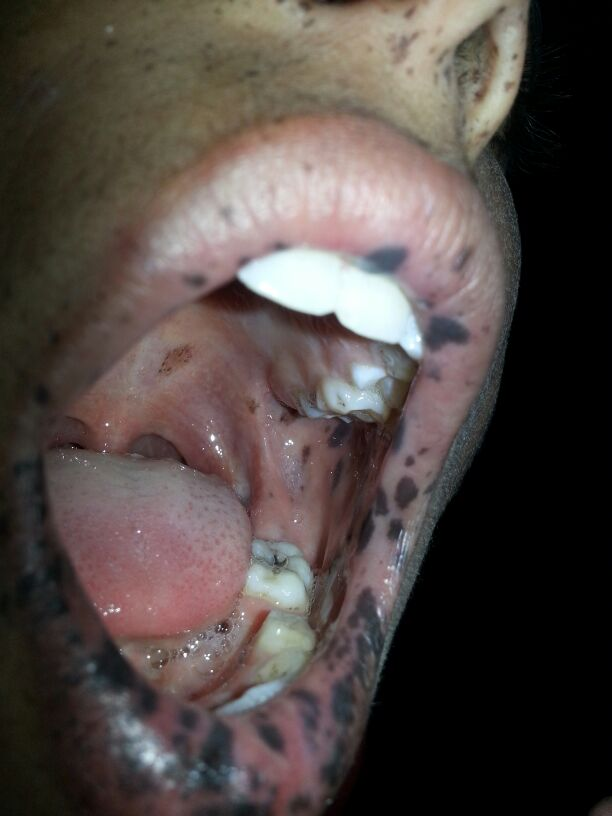
Manchas na boca, é um dos sintomas mais característicos.

Na infância aparecem os primeiros sintomas, que aumentam com a idade e incluem:
- Dor abdominal,
- Escurecimento da mucosa da boca,
- Sangramento intestinal,
- Pólipos (hamartomas) em tubo digestivo.

O aumento nos índices de estrógeno ou testosterona podem estar associados a:
- Irregularidades menstruais,
- Puberdade precoce,
- Ginecomastia,
- Crescimento acelerado,
- Tumor testicular.

## Epidemiologia
A síndrome de Peutz–Jeghers tem uma incidência de aproximadamente 1 em cada 25000 a 300 000 nascimentos. Pacientes com Peutz-Jeghers tem 15 vezes maior risco de desenvolver câncer de intestino ou câncer de cólon que a população em geral. O risco também é maior para o desenvolvimento de outros tipos de câncer como de mama, pâncreas, estômago e ovário. A idade do diagnóstico de câncer é geralmente entre os 32 e 53 anos (em média aos 43 anos). Aproximadamente metade dos pacientes desenvolve câncer antes dos 60 anos.

## Tratamento
A cirurgia está de ressecação e extração de pólipos está indicada principalmente nos casos de obstrução, sangramento ou intussuscepção do tubo digestivo. Tentativas de ressecações extensas por todo o tubo digestivo não controlam a doença e pioram o estado nutricional dos pacientes.